# Medalla del Servei General 1962
La Medalla del Servei General (1962) (anglès:General Service Medal 1962), també coneguda com la Medalla del Servei en Campanya, va ser introduïda per combinar la GSM de l'Exèrcit i de la RAF amb la Medalla del Servei General Naval (NGSM). La GSM ha estat substituïda per la (OSM). Es va crear el 6 d'octubre de 1964.
Atorgada per un mínim de 30 dies de servei (no necessàriament continuats) servei a zones o accions particulars no marcades per una medalla pròpia, però amb una barra sobre aquesta, des de 1962 (també s'inclouen els territoris de l'Ulster)

## Descripció
Una medalla circular. L'anvers mostra l'efígie coronada de la Reina Elisabet II.
Al revers apareix la inscripció ‘FOR CAMPAIGN SERVICE' ("Pel Servei en Campanya") sota d'una corona, tot envoltat d'una corona de fulles de roure.
Penja d'una cinta morada, amb les puntes en verd.

## Barres
- BORNEO – pel servei a Nord Borneo, Sarawak i Brunei entre el 22 de desembre de 1962 i l'11 d'agost de 1966.
- RADFAN – per les operacions a la Federació Sud–Aràbiga entre el 23 d'abril i el 31 de juliol de 1964
- SOUTH VIETNAM – pel servei a Vietnam entre el 24 de desembre de 1962 i el 29 de maig de 1964. 1 dia sobre terra, un vol operatiu o 30 dies al mar o en visites oficials qualificades.
- NORTHERN IRELAND – per 30 dies de servei a la província des del 14 d'agost de 1969.
- MINE CLEARANCE – pel servei al Golf de Suez entre el 15 d'agost i el 15 d'octubre de 1984.
- N. IRAQ & S. TURKEY – pel servei entre el 6 d'abril i el 17 de juliol de 1991.
- KUWAIT – pel servei entre el 8 de març i el 30 de setembre de 1991.
- GULF – pel servei entre el 17 de novembre de 1986 i el 31 d'octubre de 1988, i les mesures contra mines al Golf des del 28 de febrer de 1989.
- AIR OPERATIONS IRAQ – pel servei des del 16 de juliol de 1991.
- DHOFAR – pel servei entre l'1 d'octubre de 1969 i el 30 de setembre de 1976.
- LEBANON – pel servei entre el 7 de febrer de 1983 i el 9 de març de 1984.
- MALAY PENINSULA – per 30 dies de servei a la Península de Malaisia i la zona de Singapur entre el 17 d'agost de 1964 i l'11 d'agost de 1966.
- SOUTH ARABIA – per 30 dies de servei a la Federació Sud–Aràbiga entre l'1 d'agost de 1962 i el 30 de novembre de 1967.